# 智辯学園中学校・高等学校
智辯学園中学校・高等学校（ちべんがくえんちゅうがっこう・こうとうがっこう）は、奈良県五條市野原に所在し、中高一貫教育を提供する私立中学校・高等学校。
高等学校において、中学校から入学した内部進学生徒と高等学校から入学した外部進学生徒との間で、3年間別クラスになる併設型中高一貫校（別クラス型）。通称は智弁学園。

## 概要
高野山真言宗の流れを汲む、仏教系新宗教・宗教法人辯天宗総本山が、知徳体三位一体の教育を目指し、奈良県五條市に1965年（昭和40年）智辯学園高等学校開校。1967年（昭和42年）智辯学園中学校開校。後に理事長兼校長となる藤田照清は恩師である元灘中学校・高等学校校長に教育のシステムを請い、中高一貫教育の時代が来ると信じて、学園の教育体制の確立に力を注いだ。開校当初は優秀な生徒が集まらず、10年間は苦労の連続であったという。
開校4年目の1968年（昭和43年）、硬式野球部が夏の甲子園選手権（第50回大会）に春夏通じて初出場を果たし、ベスト16（3回戦）に進出した。また、開校初期は生徒の90%以上が就職していたが、次第に進学率が上昇したという。
建学の精神は「心身ともに健康で、使命感を持つ、 誠実な人間の育成を目標とする」である。辯天宗の教義に基づき、「誠実・明朗」を教育理念に据える。
総合的な思考力と周到な応用力を十二分に養い学力の徹底的な充実を図るため、60分授業を展開している。
校内に「健志館」という名の学寮を設けている。定員は100名である。
現在、「六年制コース」（3クラス120名）、「国公立大学進学コース」（1クラス30人）、「未来探求コース] (１クラス30人　指定校推薦を利用して進学する）（国公立大学進学コースと未来探求コースはどちらも高校からの3年制）「普通コース」（1クラス約20名、全国大会を目指す硬式野球部が主体）の3コースからなる。
兄弟校
- 智辯学園和歌山中学校・高等学校（和歌山県和歌山市）- 1978年（昭和53年）創立
- 智辯学園和歌山小学校 - 2002年（平成14年）開校
- 智辯学園奈良カレッジ小学部・中学部・高等部（奈良県香芝市）- 2004年（平成16年）創立

略称は兄弟校と区別するため、智辯学園和歌山は「智弁和歌山」「智辯和歌山」、智辯学園奈良カレッジは「奈良カレ」と呼ばれているのに対し本校は「奈良智辯」と呼ばれることが多く、関係者の間では「五條校」と呼ばれる。なお、高校野球では原則として新字体を用いることになっていることから「智弁学園」と表記される。

## 学校方針
- 「愛のある教育」「心の教育」を目指す。
- 60分授業により高校3年間で公立高校の4年間分の授業時間を確保している。
- 教科によっては2年次、遅くとも3年次の前半でほとんどの授業内容をこなし、以後は大学入試に向けてより精選した授業・演習を行う。
- 校則は厳しく男女交際が禁止で、スマホを校内で使用する、お菓子などの持ち込み禁止、化粧の禁止、などの数々の校則があるそれらを破って教員の目に留まると確定で謹慎処分、休学が強要されてしまう。

## 沿革・歴史
- 1965年4月 - 奈良県五條市に智辯学園高等学校を創立。
- 1967年4月- 智辯学園中学校を設立し、中高一貫教育を開始する。
- 1968年夏 - 全国高等学校野球選手権大会（選手権大会）に初出場・3回戦進出。
- 1976年春 - 選抜高等学校野球大会（選抜大会）に初出場・ベスト8進出。
- 1977年春 - 選抜大会で初のベスト4進出。
- 1981年末 - 全国高等学校駅伝競走大会（当時男子の部のみ）に初出場・総合41位。
- 1995年夏 - 選手権大会で初のベスト4進出。
- 2001年秋 - 国民体育大会高等学校硬式野球で準優勝。
- 2011年夏 - 選手権大会で16年ぶり2回目のベスト8進出。
- 2015年末 - 全国高等学校駅伝競走大会・女子の部に初出場・総合45位（男子の部とアベック出場）。
- 2016年3月- 新校舎完成。
- 2016年春 - 選抜大会で初の全国制覇[5]。
- 2017年4月 - スポーツコース・陸上競技部が本校より奈良カレッジ・高等部へ移転。
- 2021年夏 - 選手権大会で準優勝。

## 行事
- 4月 - オリエンテーション合宿、錬成会（高1）、北海道修学旅行（高2）
- 5月 - 母校訪問、球技大会（中学）
- 6月 - 球技大会（高校）、音楽鑑賞会
- 7月 - 林間学校（中1：曽爾村、中2：三瓶山）、臨海学校（中3：若狭湾）、野球応援
- 8月 - 短期留学（オーストラリア）、東大見学（中3）、国公立大学キャンパス見学会（高1）
- 9月 - 校内文化発表会
- 10月 - テーブルマナー（中3・高3）、自由登校（中3・高3）、校内陸上競技大会、清掃ボランティア
- 11月 - 校外学習（中3・高3以外）
- 12月 - ちべん保育園児童との交流会、オーストラリア研修旅行（中1・2）
- 1月 - 卒業生を送る会
- 2月 - 卒業証書授与式
- 3月 - ウォーキング、アメリカ短期留学、高野山合宿（中1）

ただし、中3・高3は1月15日〜2月4日まで3週間就職・受験休みになる。

## 韓国との交流
1975年（昭和50年）より毎年4月に韓国に修学旅行に行くのが恒例となっていたが、近年は国際情勢が複雑になったため、修学旅行先は北海道に変更され、韓国へは高1の希望者が訪れることとなっている。2代目理事長（兼校長）・藤田照清の「日本が韓国を支配した35年を贖罪する」という信念によって長年継続されるものである。ただし、現在は修学旅行の趣旨としてはそうではない。韓国では韓国観光公社による歓迎式典が開催されるなど高く評価されている。日本の太古の文化は朝鮮半島由来であるとして、そのルートを逆に辿って知識を深めるためにフェリーを使って海路で釜山入りするのが恒例となっている。また、ソウル市の漢陽工業高校など海外に3つの姉妹提携校があり、留学生を受け入れている。2004年（平成16年）には、盧武鉉大統領より「産業の発展と両国の親善に尽くした」として「産業褒章」が理事長へ贈呈されている修学旅行が北海道に変更になった後も韓国への訪問は研修プログラムの一環として希望者を募り毎年続けている。44年目となった2018年には、智弁学園和歌山高、智弁学園高、智弁学園奈良カレッジ高等部の3校から43名が韓国・慶州市、大田、ソウルなどを訪れ、慶州市長などによる歓迎を受けた。

## 部活動
中学校では、文化クラブで吹奏楽部・生物部・物理化学部・郷土史研究部・写真部・放送部・和太鼓部など。体育クラブでは軟式野球部・サッカー部・テニス部・剣道部・チアリーディング部などがある。高等学校の部活動は一般生は文化クラブがやや多いが、バスケットボール部や軟式野球部、テニス部、卓球部、剣道部などがある。スポーツコース生は硬式野球部のみとなっている。なお、軟式野球部は硬式野球部と同じデザインのユニフォームを着る。

## スポーツコース

### 硬式野球部

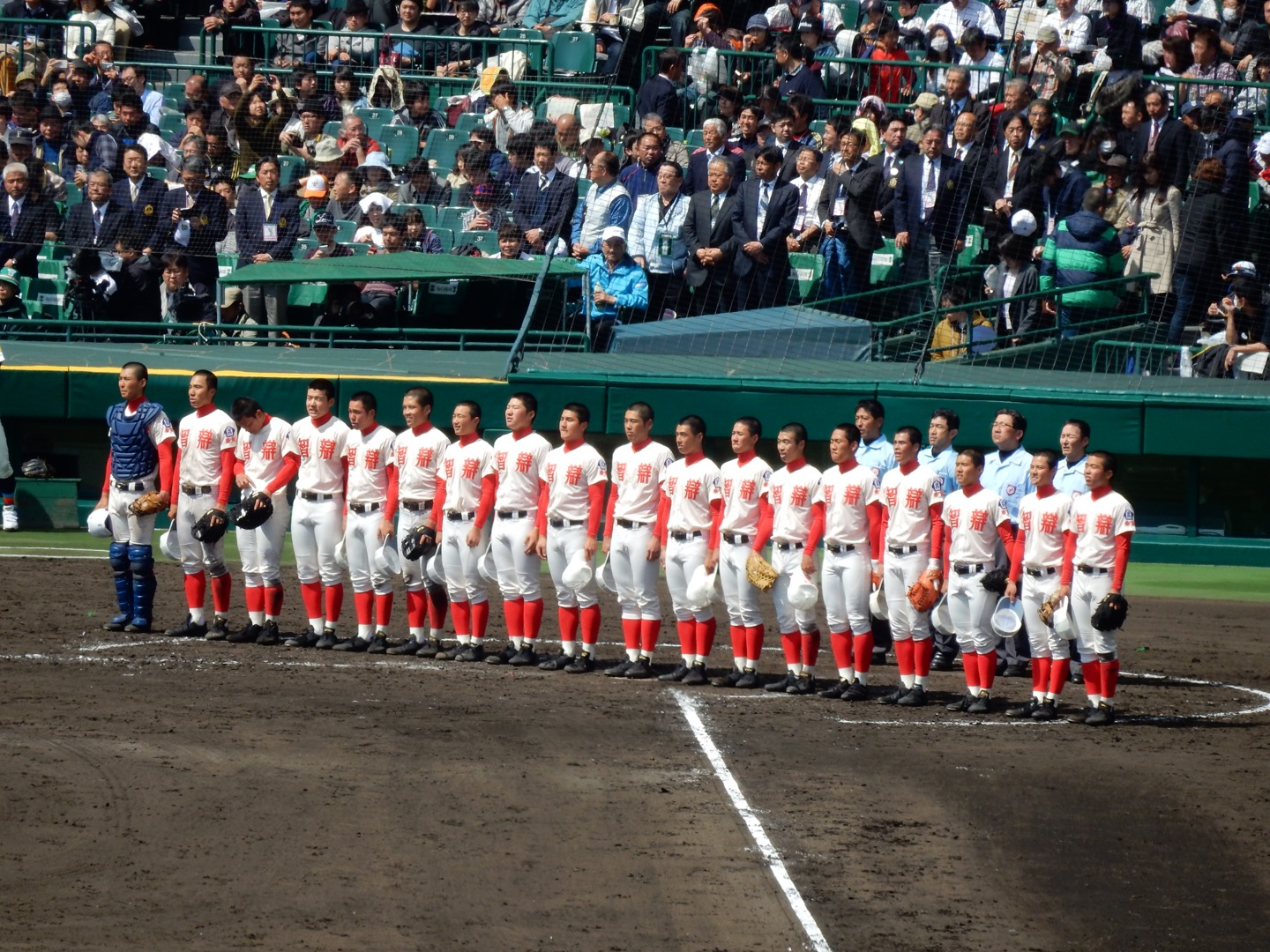
第88回選抜高等学校野球大会にて

硬式野球部は高校野球・甲子園大会の常連校でもある。特に夏の甲子園選手権大会での奈良県内の高校野球界は、1971年の第53回大会から2012年の第94回大会までの42年間、智辯学園のほか天理高校と県立郡山高校の3校のみが独占出場する状況が続き、「奈良御三家」とも呼ばれた。
- 選抜高等学校野球大会（春季）- 出場14回 (15勝12敗)、優勝：1回（2016年）、ベスト4：1回（1977年）、ベスト8：2回（1976年・初出場、2021年）
- 全国高等学校野球選手権大会（夏季）- 出場21回 (26勝20敗)、準優勝：1回（2021年）、ベスト4：1回（1995年）、ベスト8：2回（2011年、2024年）

（試合経過はを参照）
2016年春、第88回選抜高等学校野球大会に出場。準決勝では龍谷大平安（京都）に、9回ウラに2x-1で逆転サヨナラ勝利で春夏通じ初めて決勝に進出した。決勝でも高松商（香川）に延長11回、2x-1でサヨナラ勝ちし、史上初の全国制覇を達成した。
2002年の第84回全国高等学校野球選手権大会の3回戦において同名校対決ではなかったものの、兄弟校である智辯和歌山（和歌山）と甲子園球場では初対決となった（結果は智辯和歌山が7-3で勝利。）。
2021年の第103回全国高等学校野球選手権大会では夏の甲子園としては初めて決勝に進出、智辯和歌山と2度目の対決で2-9で敗れはしたものの、準優勝となった。

#### 秋の国民体育大会
出場歴は以下の通りである。
- 1984年第39回わかくさ奈良国体
- 1995年第50回ふくしま国体
- 2001年第56回新世紀・みやぎ国体（準優勝）
- 2002年第57回よさこい高知国体
- 2007年第62回秋田わか杉国体
- 2011年第66回おいでませ！山口国体

### 陸上競技部
かつて陸上競技部は、奈良県代表として年末に開催される全国高等学校駅伝競走大会の常連校であった。男子の部は1981年12月に初出場（総合41位）を果たし、県内では2016年まで最多の22年連続32度目の出場（最高順位は2000年・2002年の総合13位）。女子の部は2015年12月に初出場、同高校において史上初の男女アベック出場となる（男子・総合36位、女子・総合45位）。翌2016年12月も2年連続でアベック出場となった（男子・総合38位、女子・総合37位）。
しかし2017年度より陸上部は、本校から智辯学園奈良カレッジ・高等部（香芝市）へ移動となった。

## 交通アクセス
- 最寄り駅は五条駅で徒歩30分。林間田園都市駅、福神駅、大和八木駅、橿原神宮前駅、近鉄新庄駅よりスクールバスが運行されている。

## 著名な出身者

### 野球
- 上田容三
- 高代延博
- 田中昌宏
- 柳原隆弘
- 山口哲治
- 辻本弘樹
- 福井敬治
- 庄田隆弘
- 中村真人
- 秦裕二
- 岡﨑太一
- 加治前竜一
- 枡田慎太郎
- 中道勝士
- 青山大紀
- 岡本和真
- 廣岡大志
- 村上頌樹
- 福元悠真
- 松本竜也
- 前川右京
- 伊原陵人
- 上村恭生(元同校監督)
- 小坂将商(同校監督)

### 陸上競技
- 北口学
- 北岡幸浩

### 芸能
- ダニエル・カール - 交換留学生として1年間過ごしている。
- 桂雀太
- 中林大樹

### その他
- 森下豊 - 医師、元橿原市長
- 神崎亮平 - 東京大学先端科学技術研究センター教授
- 原田亮 - 箕面市長

## 著名な教職員や指導者
- 山本集 - 野球部初代監督。板前→監督→ヤクザという異色の経歴を持つ。
- 髙嶋仁 - 野球部元監督。1980年に智辯和歌山高校へ転任。